# Thanathorn Juangroongruangkit
Thanathorn Juangroongruangkit ( en tailandés: ธนาธร จึงรุ่งเรืองกิจ )  (Bangkok, 25 de noviembre de 1978) es un político tailandés cofundador y líder del partido Futuro Hacia Adelante desde el 27 de mayo de 2018 hasta la disolución del partido en febrero de 2020. Desde 2002 hasta principios de 2018, Thanathorn fue vicepresidente del Thai Summit Group, una empresa familiar que se convirtió en la mayor empresa fabricante de piezas de automóvil de Tailandia.
Thanathorn cofundó el partido Futuro Hacia Adelante en marzo de 2018. Fue elegido por unanimidad como líder del partido durante su primera reunión pública en mayo de 2018.

## Biografía
Thanathorn nació y creció en Bangkok en una familia de origen chino-tailandesa, es segundo de los cinco hermanos. Su madre, Somporn Juangroongruangkit, es la actual presidenta y directora ejecutiva del Thai Summit Group, y se hizo cargo de la compañía del padre de Thanathorn, Pattana Juangroongruangkit, después de su muerte en 2002. Pattana fundó el Thai Summit Group en 1977. La familia Juangroongruangkit también posee una gran participación en el grupo mediático tailandés, Matichon Publishing Group.
Al iniciar su carrera política, Thanathorn renunció a la junta de Matichon y al Thai Summit Group. Su madre, Somporn, también vendió todas sus acciones de Matichon.
Su tío, Suriya Juangroongruangkit, es un político que fue Ministro de Transporte de Tailandia entre 2002 y 2005, además de ser uno de los líderes de Phalang Pracharat, el partido pro-junta militar más prominente.

## Educación
Thanathorn asistió a la escuela Triam Udom Suksa en Bangkok. Después de graduarse de la escuela secundaria, obtuvo una licenciatura conjunta de ingeniería (B.Eng.) En ingeniería mecánica de la Universidad de Thammasat y la Universidad de Nottingham. Durante este tiempo, fue elegido presidente de la Unión de Estudiantes de la Universidad de Thammasat en 1999, y más tarde fue nombrado Secretario General Adjunto de la Federación de Estudiantes de Tailandia. En el desarrollo de su interés en materias económicas y sociales obtuvo tres maestrías: una en economía política de la Universidad Chulalongkorn, una en finanzas globales de la Stern School of Business, la Universidad de Nueva York, y una en derecho comercial internacional de la Universidad de St. Gallen
Durante su estudios, Thanathorn estuvo involucrado en varias organizaciones benéficas y ONG que pedían reformas sociales y económicas en Tailandia, incluidos los Amigos del Pueblo y la Asamblea de los Pobres. Durante este tiempo, Thanathorn hizo campaña por la tierra y los derechos de compensación de los aldeanos afectados por la represa Pak Mun en la provincia de Ubon Ratchathani.
Su familia expresó su preocupación por las actividades de movimiento estudiantil de Thanathorn. En varias entrevistas se revela que Thanathorn ha estado en conflicto con su tío, Suriya Juangroongruangkit, a causa del desacuerdo con respecto al Proyecto del gasoducto Trans Thai-Malaysia. Thanathorn considera que la construcción de esta presa ejemplificó la falta de responsabilidad del gobierno y el capitalismo de amigos que alcanzó su punto máximo con la crisis económica de 1997.

## Carrera de negocios
Después de completar sus estudios, Thanathorn se planteó desarrollar una carrera profesional en las Naciones Unidas, y obtuvo un puesto como trabajador de desarrollo para la ONU en Argelia. Se vio obligado a abandonar sus planes cuando su padre, Pattana Juangroongruangkit, fue diagnosticado con cáncer. Tras la muerte de su padre en 2002, Thanathorn regresó a Tailandia y asumió el liderazgo del Thai Summit Group a la edad de 23 años.
Bajo el liderazgo de Thanathorn, los ingresos de la compañía crecieron de 16 mil millones de baht en 2001 a 80 mil millones de baht en 2017. Thanathorn supervisó la transformación de la compañía en un conglomerado global con instalaciones de fabricación en siete países y más de 16,000 empleados en todo el mundo.
En 2005, Thanathorn llegó a un acuerdo con el fabricante estadounidense de automóviles Tesla para suministrar 500,000 automóviles por año. El acuerdo se señaló como un "nuevo récord" para Thai Summit Group con ventas totales de 7,9 mil millones de baht y una ganancia de 5,98 mil millones de baht. Dado el acuerdo, el Thai Summit Group estableció fábricas en los Estados Unidos. En 2009, Thanathorn llevó a la compañía a adquirir el mayor fabricante de moldes del mundo, la compañía japonesa Ogihara.
Thanathorn se desempeñó como Presidente del Capítulo Nakhon Nayok de la Federación de la Industria Tailandesa por dos períodos consecutivos, entre 2008 y 2012. También fue el Secretario General electo más joven de la Asociación de Fabricantes de Autopartes de Tailandia, que trabajó entre 2007 y 2010. Thanathorn también fue miembro de la Junta de Desarrollo de Clusters Industriales de la Agencia Nacional de Desarrollo de Ciencia y Tecnología de Tailandia.
En mayo de 2018, después de 17 años como vicepresidente ejecutivo del Thai Summit Group, Thanathorn renunció a este cargo después de ser elegido líder del nuevo partido Futuro Hacia Adelante.

## Carrera política

Thanathorn en un mitin en 2019

El 15 de marzo de 2018, Thanatorn y Piyabutr Saengkanokkul, profesor de derecho constitucional de la Universidad de Thammasat, junto con un grupo de personas de ideas afines, solicitaron la legalización de un nuevo partido político, Futuro Hacia Adelante (tailandés: อนาคต ใหม่), a la Comisión Electoral de Tailandia. Thanathorn fue elegido por unanimidad como líder del partido en la primera reunión pública del partido en mayo de 2018.
Desde la fundación del partido, Thanathorn ha defendido su visión del partido: el regreso del gobierno civil y la desmilitarización de la política tailandesa, una mayor responsabilidad política, una distribución más justa de la riqueza, un sistema de bienestar social que promueve la dignidad humana y una mayor descentralización del poder.
Para garantizar la independencia y transparencia de Futuro Hacia Adelante, el partido ha desarrollado una estructura de financiación que se basa completamente en donaciones de miembros y simpatizantes del partido. El objetivo del partido es recaudar 350 millones de baht de los miembros del partido y del público para continuar su campaña en las elecciones generales de 2019.
Debido a su experiencia comercial, su relativa juventud y sus opiniones políticas, los medios internacionales han hecho comparaciones entre Thanathorn y el presidente francés Emmanuel Macron y el primer ministro canadiense Justin Trudeau.
Los medios de comunicación tailandeses se refieren ocasionalmente a Thanathorn como el "plebeyo multimillonario", que representa la lucha por enmendar el sistema de clases sociales en Tailandia. También es referido en broma como "papá" por sus jóvenes seguidores.
Thanathorn y otros dos miembros principales del partido, Jaruwan Sarankate y Klaikong Vaidhyakarn, fueron acusados por la policía de la Ley de Delitos Informáticos después de que un miembro de la NCPO presentó una denuncia contra ellos por transmitir información falsa o información que daña la estabilidad del país en relación con la transmisión en vivo de Facebook el 29 de junio de 2018.
Los tres políticos recibieron la orden de reunirse con los investigadores de la División de Supresión del Delito Tecnológico (TCSD) el viernes 24 de agosto de 2018 para conocer los cargos en su contra. A través de su abogado, pidieron posponer la fecha hasta el 17 de septiembre de 2018, señalando que la orden había llegado con poca antelación y que ya estaban comprometidos con su horario planificado. Thanathorn apareció anteriormente como testigo el 31 de julio de 2018, pero se abstendrá de dar una declaración sobre las denuncias a los funcionarios. .
Thanathorn estuvo entre los parlamentarios elegidos en la votación de 2019. Un mes después, la Comisión Electoral lo acusó de tener acciones en una compañía de medios, V-Luck Media, cuando se registró como candidato a diputado, lo que violaría las leyes electorales y lo descalificaría como diputado. Thanathorn ha negado estos cargos, afirmando que todas sus acciones habían sido transferidas un mes antes de su registro. El 23 de mayo de 2019, un día antes de la apertura del nuevo parlamento, el Tribunal Constitucional votó por unanimidad para aceptar el caso presentado por la Comisión Electoral contra Thanathorn, y con el resultado de 8-1 votos para suspender el estatus de MP de Thanathorn hasta que se llegue a un fallo. Se le permitió asistir a la ceremonia de apertura para prestar juramento antes de que se le ordenara irse. Thanathorn fue nominado para primer ministro por una coalición de partidos contra la junta militar, pero perdió ante el primer ministro y líder golpista Prayut Chan-o-cha. El 20 de noviembre, el Tribunal Constitucional condenó a Thanathorn, retirándole su condición de diputado.
En la divulgación obligatoria de activos a la Comisión Nacional Anticorrupción (NACC), Thanathorn informó activos de 5600 millones de baht, lo que lo convierte en el miembro más rico del parlamento tailandés.

## Vida personal
Thanathorn está casado con Rawiphan Juangroongruangkit. Tienen cuatro hijos juntos.
Indignado por el golpe militar de 2006, Thanathorn le dio a su hijo el apodo, Demo (tailandés: เด โม่), de la raíz griega demos ('democracia').
En su tiempo libre, Thanathorn disfruta de actividades al aire libre como senderismo, escalada, maratones, kayak, ciclismo, buceo y montañismo. Ha participado en varias competiciones de deportes extremos, como el Tor Des Géants y el Maratón de las Arenas. Thanathorn fue el primer asiático en completar la carrera a pie autónoma de 560 km sobre el círculo polar ártico.
En una entrevista sobre su estilo y aseo, Thanathorn reveló que no usa ningún producto facial o para el cabello y no usa jabón o champú mientras se ducha. También reveló que usa camisas blancas genéricas y pantalones caqui plisados como uniforme diario. La única inversión que hace en su guardarropa es su ropa para escalar y correr para sus pasatiempos al aire libre.
Cuando se le pregunta sobre sus referencias en los medios de comunicación, Thanathorn dice que lee periódicos extranjeros como The New York Times, The Economist, Financial Times y periódicos tailandeses como Matichon y Krungthep Turakij ( Bangkok Business ). Es un gran fan de los deportes electrónicos y los juegos como Minecraft y Arena of Valor, que cita como una de las herramientas que utiliza para conectarse con sus hijos.